# New Jack
Jerome Young (Greensboro, 3 gennaio 1963 – Greensboro, 14 maggio 2021) è stato un wrestler statunitense, noto per aver lottato in ECW con il ring name New Jack.
Young deve molta della sua notorietà al suo stile di lotta estremamente stiff e alla sua naturale propensione per l'hardcore wrestling e l'uso di oggetti come armi durante i match. Ha dichiarato di aver svolto il lavoro di cacciatore di taglie, prima di intraprendere la carriera nel wrestling. È stato coinvolto in maniera diretta nel 1996 nel caso Mass Transit e ha ammesso in più occasioni di aver cercato di infortunare il più gravemente possibile diversi suoi avversari, riuscendoci in alcuni casi. Al di fuori della ECW di Paul Heyman, Young ha lottato per diverse compagnie indipendenti e ha avuto anche brevi stint nella TNA.

## Carriera

### United States Wrestling Association (1992–1993)
Young si allenò con Ray Candy e debuttò nel mondo del wrestling nel 1992 nella federazione United States Wrestling Association (USWA) di Memphis, dove adottò il ring name New Jack, ispirato dalla visione del film New Jack City di Mario Van Peebles. Nel giugno 1993, vinse il suo primo titolo, l'USWA World Tag Team Championship in coppia con Homeboy, sconfiggendo Simply Devine. Detennero le cinture per due settimane prima di essere detronizzati da C.W. Bergstrom & Melvin Penrod Jr. Rimasero nella compagnia fino alla fine dell'estate.

### North Georgia Wrestling Alliance (1993–1994)
Una volta lasciata Memphis, New Jack si recò nella città di Atlanta per andare a lottare nella North Georgia Wrestling Alliance, dove vinse il titolo World Heavyweight Championship. All'inizio del 1994, formò un tag team con Mustafa Saed denominato "The Gangstas", e i due conquistarono il titolo NGWA Tag Team Championship nel luglio 1994, per poi lasciarlo vacante quando abbandonarono la compagnia.

### Smoky Mountain Wrestling (1994–1995)
Nell'estate 1994, i Gangstas entrarono nella Smoky Mountain Wrestling di Jim Cornette. La coppia prese parte a numerosi episodi controversi nella federazione, facendo spesso riferimento al razzismo nei confronti degli afroamericani. Ebbero un lungo feud con i Rock 'N Roll Express (Ricky Morton & Robert Gibson). Durante questo stint, la NAACP protestò ufficialmente contro la gimmick dei Gangstas per la rappresentazione degli afroamericani come delinquenti, dichiarando che non si erano verificati episodi di violenza razziale in Tennessee ormai da molti anni, e non volevano che i ragazzi di colore venissero raffigurati come dei gangster. Dopo il feud con i Rock 'n' Roll Express, i Gangstas si scontrarono con The Thugs (Tracy Smothers & Tony Anthony) e poi lasciarono la compagnia nel giugno del 1995.

### Extreme Championship Wrestling

#### The Gangstas (1995-1997)
Nel giugno 1995, i Gangstas si unirono alla Extreme Championship Wrestling, debuttando come tag team heel assalendo i Public Enemy (Rocco Rock & Johnny Grunge) all'evento Barbed Wire, Hoodies and Chokeslams il 17 giugno 1995. Debuttarono ufficialmente sul ring a Hardcore Heaven venendo sconfitti dai Public Enemy. Le due coppie ebbero una lunga rivalità che culminò in un sanguinoso street fight match svoltosi a House Party, vinto dai Public Enemy. A CyberSlam i Gangstas avrebbero dovuto affrontare gli Headhunters ma New Jack fu arrestato ad Atlanta e non poté partecipare al match. Jack tornò in ECW l'8 marzo durante il tour Big Ass Extreme per salvare l'amico Mustafa da una aggressione da parte degli Headhunters, effettuando quindi un turn face.
Successivamente i Gangstas continuarono la loro rincorsa al titolo ECW World Tag Team Championship e cominciarono una rivalità con il tag team campione in carica The Eliminators (John Kronus & Perry Saturn), senza però riuscire a conquistare le cinture. A Fight the Power, i Samoan Gangstas Party (L.A. Smooth & Sammy the Silk) debuttarono in ECW attaccando i Gangstas. I due tag team si scontrarono all'evento Heat Wave che terminò in una rissa tra le due coppie. La rivalità tra Gangstas, Eliminators, Samoan Gangsta Party e The Bruise Brothers portò a un four-way dance match a The Doctor is In, dove i Gangstas riuscirono a conquistare per la prima volta il World Tag Team Championship. Difesero le cinture contro Samoan Gangsta Party, The Eliminators e Rob Van Dam & Sabu.
Nel novembre 1996 un aspirante wrestler diciassettenne di nome Eric Kulas convinse l'allora presidente e booker della federazione Paul Heyman a farlo combattere con lo pseudonimo di "Mass Transit" in un tag team match assieme a D-Von Dudley contro i Gangstas; Kulas prese il posto del wrestler Axl Rotten, il quale avrebbe dovuto prendere parte al match, ma che non si presentò quando fu il momento di disputare l'incontro. Il match si svolse nel corso di un house show organizzato a Revere (Massachusetts). Nel corso del match D-Von e Mustapha combatterono fuori dal ring mentre New Jack e Kulas lottarono al suo interno. Il match seguì una trama molto semplice: Mustapha tenne D-Von lontano dal ring mentre New Jack colpì ripetutamente Kulas con diversi oggetti contundenti come delle sedie e un tostapane. Sul finale del match New Jack procurò una ferita sulla fronte a Kulas per un bladejob; le cose tuttavia non andarono nel verso sperato: il taglio procurò una ferita di gravi entità e New Jack venne arrestato al termine del match con l'accusa di aggressione a mano armata.
I Gangstas persero le cinture di campioni di coppia in favore degli Eliminators il 4 gennaio 1997 durante una puntata di Hardcore TV, ponendo fine a un regno durato 139 giorni. I prossimi avversari furono The Dudley Boyz. A Heat Wave, i Gangstas sconfissero Bubba Rey & D-Von in uno steel cage match conquistando nuovamente il titolo World Tag Team Championship. Dopo la vittoria del titolo di coppia, Mustafa Saed lasciò la ECW, decretando lo scioglimento dei Gangstas. Il mese seguente, a Hardcore Heaven, i Dudley Boyz ricevettero i titoli di campioni di coppia via forfeit a causa dell'abbandono di Saed.

#### The Gangstanators (1997-1998)
La fuoriuscita di Mustafa Saed e Perry Saturn dalla ECW, portò New Jack a formare un nuovo tag team chiamato The Gangstanators con l'ex Eliminator John Kronus. Il 21 agosto 1997 i due sconfissero i Dudley Boyz. Ricevettero l'opportunità di una title shot all'evento As Good as it Gets, dove i Gangstanators sconfissero nuovamente i Dudley Boyz aggiudicandosi le cinture World Tag Team Championship (terzo regno titolato per New Jack). Il 1º novembre persero i titoli contro i Full Blooded Italians (Little Guido & Tracy Smothers) a Hardcore TV. Sconfiggendo Hardcore Chair Swingin' Freaks (Axl Rotten & Balls Mahoney) e Dudley Boyz in un three-way dance match a Fright Fight, i due ricevettero un rematch con FBI, Freaks e Dudley Boyz in un four-way dance a November to Remember, ma fallirono nella riconquista del titolo.
I Gangstanators riesumarono il loro feud con i Dudley Boyz affrontandoli nuovamente a 1998 House Party, venendo sconfitti. Poi formarono un'alleanza con Spike Dudley, arcirivale dei Dudley Boyz. Al pay-per-view Living Dangerously, New Jack e Spike Dudley sconfissero Hardcore Chair Swingin' Freaks e Dudley Boyz in un three-way dance match. In seguito New Jack perse un match con Bam Bam Bigelow a Wrestlepalooza. Da lì in poi cominciò a lottare come wrestler singolo, e presto i Gangstanators si sciolsero. Come sua peculiare caratteristica prima dei match, New Jack cominciò a buttare sul ring un bidone della spazzatura pieno di armi e oggetti contundenti.

#### Competizione singola (1999-2001)
Il feud di New Jack con i Dudley Boyz proseguì nel 1999 quando in coppia con Spike Dudley perse contro D-Von e Bubba Rey Dudley a Guilty as Charged. A Crossing the Line, Jack si portò dietro l'ex partner di tag team Mustafa Saed per lottare contro i Dudley Boyz ma Mustafa lo tradì colpendolo in testa con una chitarra rivelandosi essere il "misterioso benefattore" dei Dudley, che voleva sbatter fuori dalla ECW i Public Enemy e New Jack. Come risultato, Jack iniziò una rivalità con Mustafa, che culminò in un match tra i due a Living Dangerously, vinto da Jack. A CyberSlam, si alleò con gli Hardcore Chair Swingin' Freaks (Axl Rotten & Balls Mahoney) per affrontare Mustafa e Dudley Boyz in un Ultimate Jeopardy match. Dopo il match, perso, Jack fece passare Mustafa attraverso un tavolo di legno con un diving splash dalla cima della gabbia d'acciaio.
Nella puntata del 22 ottobre di ECW on TNN, Jack ricevette la sua prima opportunità al titolo World Heavyweight Championship sfidando il campione Mike Awesome, ma fallì perdendo il match. Il 5 novembre a ECW on TNN, Jack salvò gli Hardcore Chair Swingin' Freaks da un attacco dei Da Baldies (The Spanish Angel, Vito LoGrasso, Tony DeVito e Vic Grimes) ma Angel ferì Jack agli occhi con una pinzatrice. L'episodio portò a una lunga rivalità tra Jack e Angel. I due si affrontarono in numerosi e violenti street fight match.
Al pay-per-view Living Dangerously svoltosi il 12 marzo a Danbury, Connecticut, New Jack riportò un grave infortunio durante un match con Vic Grimes che prevedeva una caduta di entrambi i lottatori da una impalcatura alta 4 metri. Pochi secondi prima del salto, Grimes mostrò di averci ripensato, e New Jack, annoiato dalle remore dell'avversario che dimostrava a suo parere di non essere un vero professionista (in quanto l'evento era trasmesso in diretta) lo tirò giù con sé aggrappandosi a lui dopo aver contato fino a 3, ma Grimes cadde con mezzo secondo di ritardo rispetto a New Jack, finendo per atterrargli sulla testa di schiena. New Jack riportò un trauma cranico e si ruppe una gamba, inoltre la caduta gli procurò una frattura al cranio (che gli provocò un'insonnia permanente) e un danno all'occhio destro che gli causò cecità permanente dallo stesso. Ricoverato in ospedale, trascorse 6 mesi in convalescenza.
Riapparve in stampelle a Heat Wave dove fu aggredito da Spanish Angel prima di essere salvato da Nova e Chris Chetti che sconfissero i Da Baldies in un tag team match. Restò lontano dal ring per svariati mesi, poi tornò il 22 settembre a ECW on TNN, dove salvò Spike Dudley da Justin Credible e Rhino. Al ppv November to Remember, fu sconfitto da Rhino in un match con il titolo ECW in palio. Nel suo ultimo match in ECW, New Jack sconfisse The Spanish Angel nella puntata del 17 dicembre di Hardcore TV. Jack rimase con la compagnia fino a quando la federazione chiuse i battenti per problemi finanziari nel gennaio 2001.

### Xtreme Pro Wrestling e circuito indipendente (2001–2012)
Quando la ECW dichiarò bancarotta nell'aprile 2001, New Jack andò a lottare in federazioni locali del circuito indipendente. Nel 2001 e 2002, combatté nella XPW, e nel 2003, fece anche varie apparizioni nella Total Nonstop Action Wrestling e nella Combat Zone Wrestling. Nel febbraio 2002 affrontò ancora Vic Grimes, questa volta in un vero e proprio scaffold match. Verso la fine del match, Jack "uscì dal copione" e colpì Grimes con un taser prima di buttarlo giù dall'impalcatura alta 12 metri facendolo precipitare sul ring; dove erano posizionati 12 tavoli di legno uno su l'altro per fermare la caduta, ma Grimes li mancò tutti tranne due e cadendo si fratturò una caviglia e riportò numerose altre ferite, rischiando di morire nella caduta. Nel documentario del 2005 Forever Hardcore, New Jack affermò che la sua intenzione era quella di far cadere Grimes di testa in modo che morisse così da vendicarsi della mancanza di rispetto nei suoi confronti mostrata da Grimes che non lo era andato a trovare in ospedale dopo il suo infortunio a Danbury di 18 mesi prima.
Nell'aprile 2003, New Jack affrontò l'anziano wrestler Gypsy Joe in un famigerato hardcore match davanti a uno sparuto pubblico in una piccola federazione locale. Il match terminò in un caotico no contest, dopo che New Jack si era messo a picchiare davvero l'avversario colpendolo con vari oggetti contundenti.

### Ritiro
Il 5 aprile 2013 all'evento Super Card 2013 Night 2, New Jack sconfisse Necro Butcher nel suo ultimo match prima del ritiro ufficiale dal ring. Al termine dell'incontro, lui e Necro Butcher si abbracciarono e salirono sul ring anche Marty Jannetty e Ricky Morton per celebrare l'addio di New Jack.

### Ritorno al wrestling (2016-2021)
Nel 2016 il wrestler che aveva precedentemente annunciato il suo ritiro fece ritorno sul quadrato lottando per alcune federazioni indipendenti fino alla data del 14 maggio 2021, giorno in cui Young è deceduto a causa di un attacco cardiaco

## Controversie

### Il caso Mass Transit

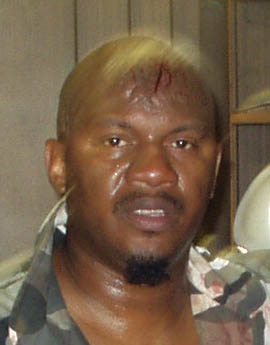
New Jack nel 2004

Il 23 novembre 1996 New Jack, mentre era sotto contratto con la Extreme Championship Wrestling, restò coinvolto nel cosiddetto "Mass Transit Incident" durante un match combattuto a Revere, Massachusetts. I Gangstas (New Jack & Mustafa Saed) avrebbero dovuto affrontare D-Von Dudley & Axl Rotten. Axl, tuttavia non si presentò per ragioni mai chiarite. Egli fu quindi rimpiazzato da "Mass Transit" Eric Kulas, un diciassettenne obeso senza alcun addestramento come lottatore, che aveva convinto il booker Paul Heyman di essere un wrestler ventitreenne allenato dal veterano Killer Kowalski. Kulas richiese che New Jack lo facesse sanguinare nel match, ma l'incisione non fu praticata nel modo corretto, causando una forte emorragia. Mentre New Jack urlava al microfono che sperava l'avversario morisse dissanguato, Kulas fu portato urgentemente all'ospedale, dove necessitò cinquanta punti di sutura. New Jack fu accusato di aggressione a mano armata e lesioni aggravate dal padre del diciassettenne, ma le accuse furono lasciate cadere. Nel luglio 1998 Kulas fece causa a New Jack e alla ECW chiedendo un risarcimento per le lesioni subite, ma perse la causa. Dopo aver sentito della richiesta fatta da Kulas a New Jack di "fargli prendere colore" (dall'inglese make him "get color", richiesta ritenuta assimilabile al "farlo sanguinare") una giuria dichiarò Young non colpevole di tutte le accuse dal punto di vista penale; in seguito fu dichiarato non perseguibile nemmeno per via civile. Eric Kulas morì il 12 maggio 2002 all'età di 22 anni a causa delle complicazioni per un intervento di bypass gastrico.

### Vic Grimes
Il 13 maggio del 2000, durante un match contro Vic Grimes nel pay-per-view Living Dangerously, New Jack subì un grave trauma cerebrale che gli costò la vista all'occhio destro; l'incidente fu causato dalla errata esecuzione di un pericoloso angle precedentemente studiato: Young cadde violentemente a terra fuori dal ring, seguito immediatamente da Grimes il quale atterrò sulla sua testa. In seguito, in un rematch tra i due durante uno show della Xtreme Pro Wrestling, Young ha compiuto, come ammise apertamente in seguito, la sua vendetta nei confronti di Grimes: impedì infatti all'avversario di compiere lo stunt accordato nella maniera corretta, provocandogli la frattura di una caviglia. Nelle intenzioni di Young, Grimes avrebbe dovuto subire un infortunio ben più grave se non addirittura morire.

### Brutalizzazione di Gypsy Joe
Nell'aprile 2003, New Jack affrontò in un hardcore match il wrestler Gypsy Joe, all'epoca sessantanovenne. Prima del match, Jack incontrò Gypsy Joe e chiese al booker dello show cosa avrebbe dovuto fare esattamente con Joe. A Jack fu detto che "Gypsy Joe era duro come il cuoio", e che anche se era anziano, non doveva risparmiarsi con lui. Per ragioni sconosciute, durante il match Joe diede una vera testata sul naso a New Jack facendolo infuriare. Jack lo colpì con una catena, una mazza da baseball con del filo spinato e vari altri oggetti contundenti. Gli spettatori, inorriditi dalla brutalità di Jack nei confronti dell'anziano lottatore, cominciarono a lasciare la sala disgustati dallo spettacolo o a insultare New Jack chiamandolo "nigger" ("negro"). Nel corso di un'intervista concessa nel 2019 per una puntata della serie di documentari Dark Side of the Ring, Young dichiarò: «Più mi sentivo chiamare negro, più mi incazzavo e più picchiavo davvero il tipo [Gypsy Joe]».

### Accoltellamento di William Jason Lane
Nell'ottobre 2004, New Jack, mentre lottava nella Thunder Wrestling Federation, affrontò il wrestler William Jason Lane a un evento nei pressi di Jacksonville, in Florida. Durante il match, Lane, con grande sorpresa di New Jack, cominciò a colpirlo davvero con dei pugni sul viso. Allora New Jack tirò fuori dalla tasca un coltello a serramanico e lo accoltellò svariate volte sulla schiena e sulla testa. Al termine dell'incontro, New Jack fu arrestato dalla polizia negli spogliatoi con l'accusa di tentato omicidio.

## Vita privata

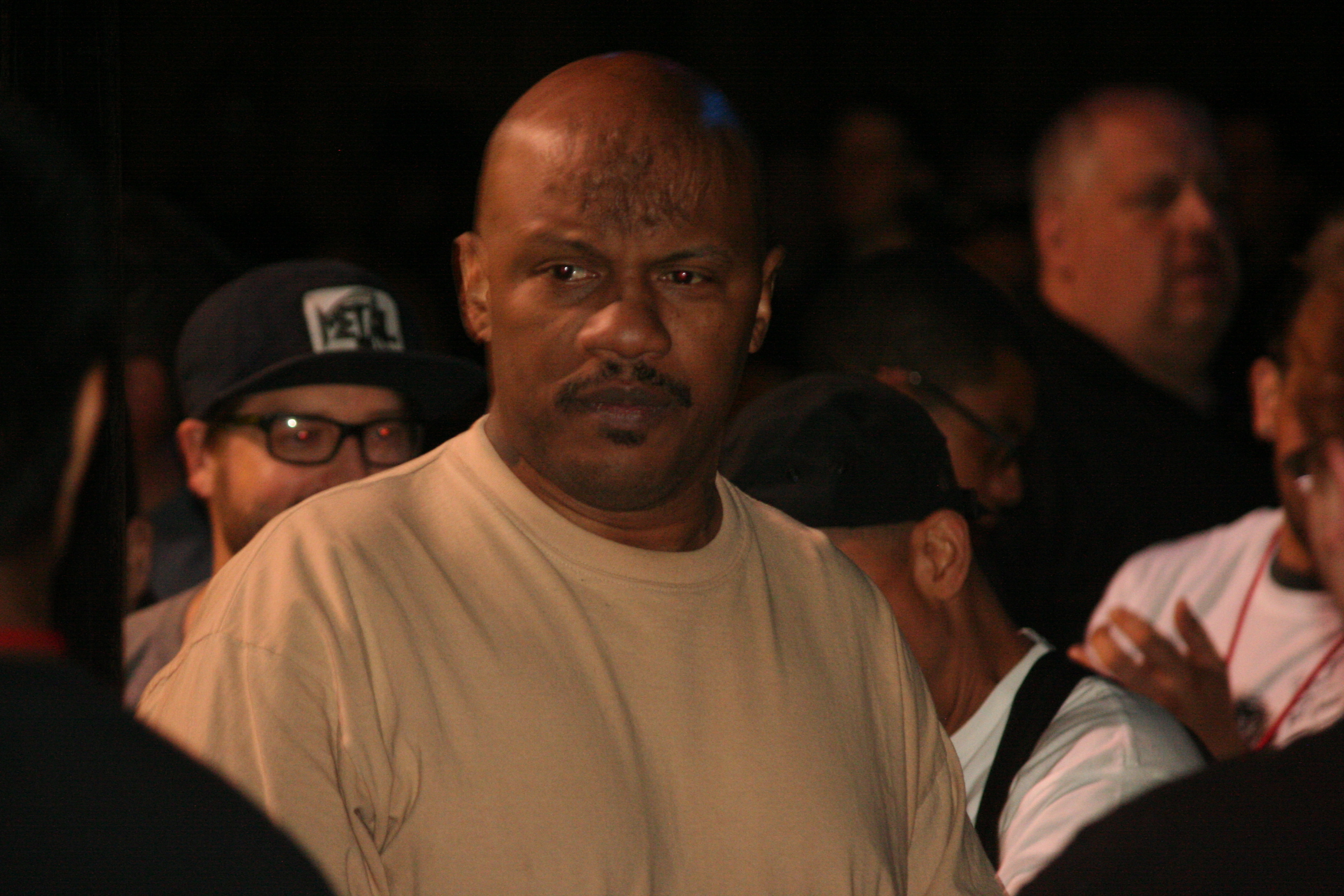
New Jack nel 2016

A settembre 2010 ha ufficializzato il fidanzamento con Terri Runnels. Nel luglio 2011 si sono lasciati.
New Jack prese parte a un'intervista shoot insieme a The Iron Sheik e The Honky Tonk Man dove discusse del duplice omicidio e suicidio di Chris Benoit. New Jack commentò che niente poteva scusare quanto fatto da Benoit e come tutte le persone della World Wrestling Entertainment che gli forniscono attenuanti siano solo degli ipocriti. Egli inoltre dichiarò quanto fosse ironico che la Extreme Championship Wrestling fosse sempre stata vista come la federazione di wrestling più violenta e pericolosa quando nel suo periodo di permanenza nella compagnia soltanto un wrestler perse la vita (Louie Spicolli), mentre invece in WWE ne "morivano tre all'anno".
Il 9 maggio 2013, New Jack, insieme al wrestler indipendente Jay Lover, fece un'apparizione al The Daily Show, in un segmento intitolato Stay Out of School.
Nel marzo 2020 un episodio della serie Dark Side of the Ring, intitolato The Life and Crimes of New Jack, è stato dedicato alla violenta storia di Jerome "New Jack" Young.
Dopo essersi ritirato dal ring, Young fu costretto a ricorrere regolarmente agli antidolorifici per sopportare i dolori derivanti dai numerosi infortuni sostenuti in carriera. Nel 2016 collassò mentre tornava a casa da un evento di wrestling. Gli furono diagnosticate delle trombosi alle gambe e alla schiena, in aggiunta a problemi cardiaci. Tommy Dreamer rivelò di aver tentato di scritturare Young per la sua compagnia House of Hardcore, ma New Jack declinò a causa dei problemi di salute.
Il 14 maggio 2021 Young morì a causa di un infarto all'età di 58 anni nella sua abitazione di Greensboro, Carolina del nord.

## Personaggio

### Musiche d'ingresso
Natural Born Killaz di Ice Cube e Dr. Dre (ECW)

## Titoli e riconoscimenti
- American Championship Pro Wrestling
  - ACPW Hardcore Championship (1)
- Extreme Championship Wrestling
  - ECW World Tag Team Championship (3) – John Kronus (1) e Mustafa Saed (2)
- North Georgia Wrestling Association
  - NGWA Heavyweight Championship (1)
  - NGWA Tag Team Championship (2) – con Festus e Mustafa Saed
- Pro Wrestling Illustrated
  - 386º tra i 500 migliori wrestler singoli di sempre nella "PWI Years" (2003)
- Smoky Mountain Wrestling
  - SMW Tag Team Championship (1) – con Mustafa Saed
- United States Wrestling Association
  - USWA World Tag Team Championship (1) – con Home Boy
- Universal Championship Wrestling
  - UCW Hardcore Championship (1)